# Lavagna (Italia)
Lavagna è un comune italiano di 12 299 abitanti della città metropolitana di Genova in Liguria.

## Geografia fisica

### Territorio
La cittadina si sviluppa nella piana alluvionale sinistra del fiume Entella lungo la costa della Riviera di Levante, nel Tigullio orientale. Ubicato ad est di Genova, l'odierno abitato si sviluppa, oltre allo storico insediamento medievale, lungo il suo entroterra chiuso a monte da una serie di colline coltivate prevalentemente ad uliveti. A oriente la dividono da Sestri Levante le Rocche di Sant'Anna.
Tra le vette del territorio il monte Rocchette (701 m), il monte Capenardo (693 m), il monte Costello (498 m). 

## Storia
Il borgo, a differenza della vicina Chiavari che presenta evidenze pre-romane, pare essersi sviluppato in epoca romana con il nome latino di Lavania. Il nome è rimasto nei secoli inalterato fino a trasformarsi nei secoli successivi nell'attuale toponimo di Lavagna.
Contea dei carolingi e soggetta successivamente ai vescovi di Genova, fu roccaforte feudale del nascente ramo nobiliare della famiglia dei Fieschi creando, fino al 1198, una sorta di indipendenza giurisdizionale e politica da Genova. Questa famiglia, che avrà come sede il vicino borgo di San Salvatore di Cogorno, costruirà un vasto dominio nobiliare nel Levante ligure ed entroterra chiavarese.
Durante il medioevo innumerevoli furono gli scontri politici per il dominio di questa parte del Levante ligure tra i Fieschi e la Repubblica di Genova, che aveva nella vicina Chiavari una sempre fedele alleata e un caposaldo difensivo di confine. Sicuramente i più forti antagonisti della famiglia fliscana si rivelarono i Doria, signori della Repubblica genovese.
In questo contesto storico, la stirpe dei Fieschi ha potuto contare due papi eletti in Vaticano: papa Innocenzo IV, al secolo Sinibaldo Fieschi, asceso al trono nel 1243, e papa Adriano V, al secolo Ottobono Fieschi, eletto nel 1276.
Quando il borgo si costituì in libero comune, intorno al XII secolo, i signori fliscani continuarono, nei limiti, a svolgere il compito amministrativo e politico della cittadina. Nel XIV secolo, con l'assorbimento dei Fieschi nella più alta nobiltà genovese, si avviò un progressivo ridimensionamento dei domini lavagnesi. Nel 1564 il suo circondario fu saccheggiato dal turco Dragut, subendo devastazioni come in altre vicine località della costa del Tigullio già colpite dal "pirata saraceno" negli anni prima. Dopo l'incursione barbaresca vi si costruirono nuove fortificazioni dotate di artiglierie.
Nel 1797 con la dominazione francese di Napoleone Bonaparte la costituita municipalità rientrò dal 2 dicembre nel dipartimento dell'Entella, con capoluogo Chiavari, all'interno della Repubblica Ligure. Dal 28 aprile del 1798 con i nuovi ordinamenti francesi, Lavagna rientrò nel II cantone, come capoluogo, della giurisdizione dell'Entella e dal 1803 centro principale del I cantone dell'Entella nella giurisdizione dell'Entella. Annessa al Primo Impero francese, dal 13 giugno 1805 al 1814 venne inserita nel dipartimento degli Appennini con capoluogo ancora Chiavari.
Nel 1815 fu inglobato nel Regno di Sardegna, secondo le decisioni del congresso di Vienna del 1814, che sottopose la municipalità di Lavagna nella provincia di Chiavari sotto la divisione di Genova. Dal 1859 al 1926 il territorio fu compreso nell'VIII mandamento omonimo del circondario di Chiavari dell'allora provincia di Genova, nel Regno d'Italia.
Con regio decreto del 12 maggio 1889 fu elevata al titolo di Città.

### Simboli
Stemma
Lo stemma è stato concesso con il regio decreto del 23 febbraio 1890.
Nel 1913 lo si trova descritto: d'oro, alla banda d'azzurro, mareggiata di argento (fiume Entella), accompagnata in capo da una torre di rosso, di due palchi, sostenente una grue al naturale, con la sua vigilanza.
Gonfalone
Il gonfalone, insignito dalla Presidenza della Repubblica della medaglia d'argento al merito civile il 5 giugno 2012, è stato concesso con decreto del presidente della Repubblica dell'11 ottobre 1983.

## Monumenti e luoghi d'interesse

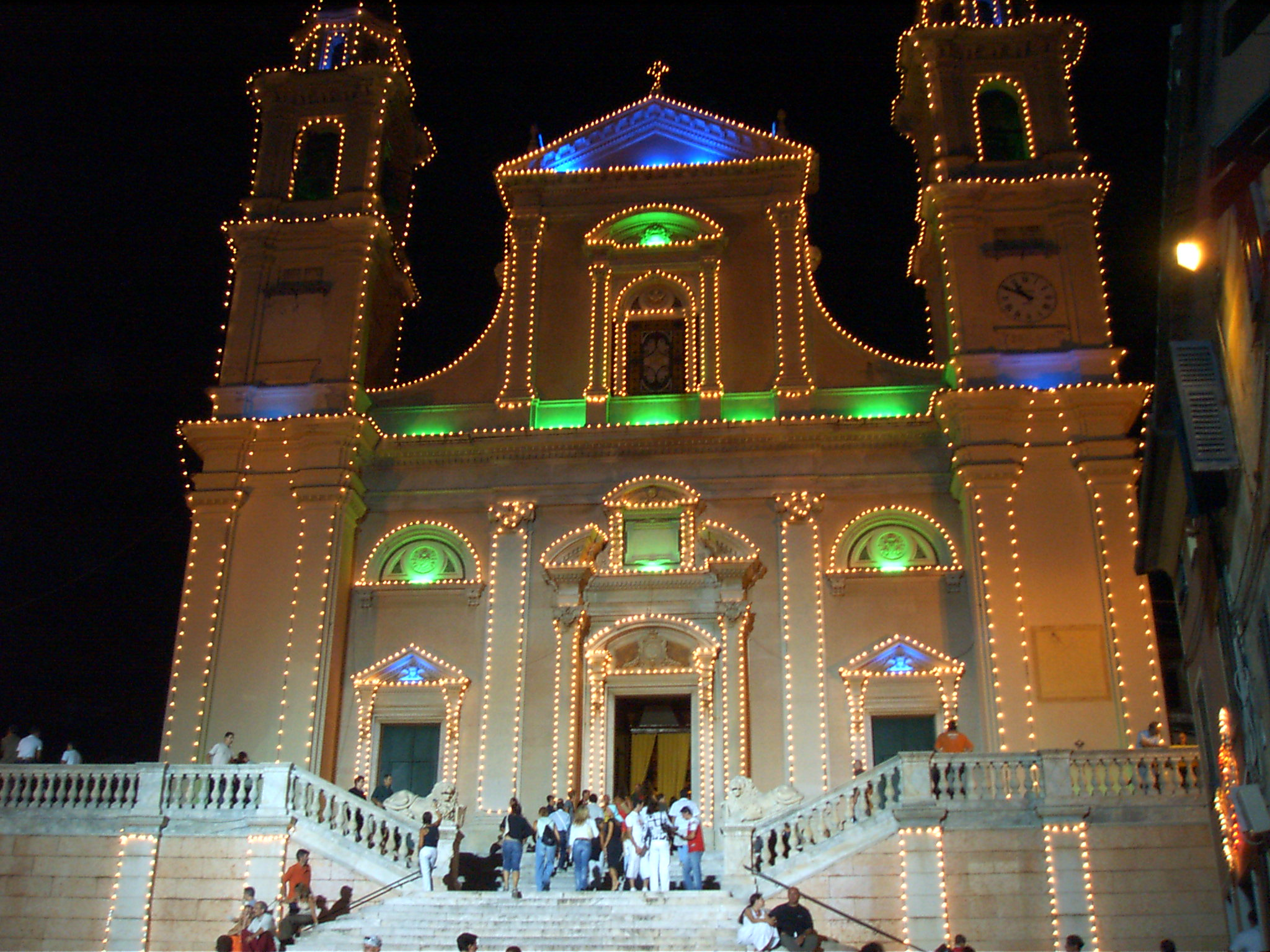
La basilica di santo Stefano illuminata per la festa patronale

### Architetture religiose
- Basilica collegiata di Santo Stefano nel capoluogo. Sede pievana dal X secolo e collegiata dal 1610, l'odierna chiesa fu ricostruita intorno al 1653 sotto la direzione dell'architetto ticinese Giovanni Battista Ghiso. I due campanili laterali della facciata furono completati nel 1657: a sinistra il campanile della parrocchia con il suo concerto di 8 campane e a destra quello del comune con la campana civica. Alle spalle della chiesa è ubicato il monumentale cimitero che, per le sue sculture funebri, è considerato uno dei più pregevoli e importanti del territorio.
- Santuario di Nostra Signora del Carmine nel capoluogo. L'attuale edificio fu costruito tra il 1617 e il 1631 ad opera dei carmelitani scalzi. Riaperta al culto religioso nel 1806, dopo la soppressione e allontanamento dell'ordine religioso per i noti decreti napoleonici, subì notevoli interventi di restauro e rifacimento nel 1835. L'annesso convento, oggi di proprietà comunale, è la sede della biblioteca civica "Giovanni Serbandini Bini".
- Santuario di Nostra Signora del Ponte nel capoluogo. Deve il suo nome al fatto di essere stata costruita ai piedi di un antico ponte in legno (trasformato in pietra per opera di Ugo Fieschi) che attraversa l'Entella. La sua storia e quella del ponte procedono di pari passo per molto tempo. Inizialmente i Fieschi fecero collocare sul ponte un altare con l'effigie di sant'Erasmo; successivamente fu edificata una cappella e gli stessi signori fliscani fecero sostituire l'immagine del santo con un quadretto raffigurante la Madonna. Su quella costruzione, più volte rimaneggiata, fu riedificata e consacrata nel 1492 l'attuale chiesa, ad una sola navata. Sul prospetto è visibile un grande affresco della Madonna della Misericordia; l'opera di Lorenzo Fasolo è stata recentemente restaurata. Il campanile, in stile simil gotico, raggiunge i 40 metri di altezza e ospita un concerto di 8 campane in RE. La chiesa fu particolarmente cara alla famiglia Savoia; la regina Margherita la visitò personalmente e le donò alcuni paramenti sacri; l'evento è ricordato in un affresco sopra la porta d'ingresso.

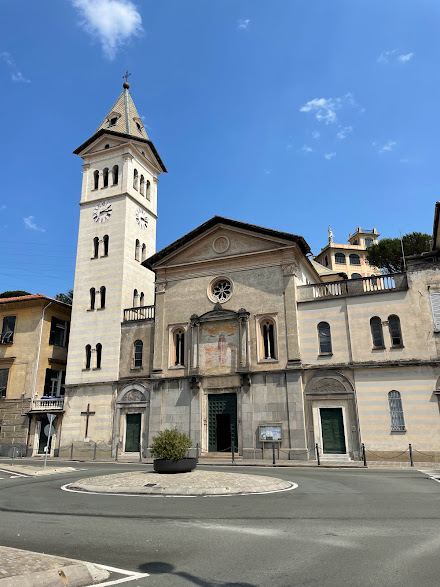
Il santuario di Nostra Signora del Ponte

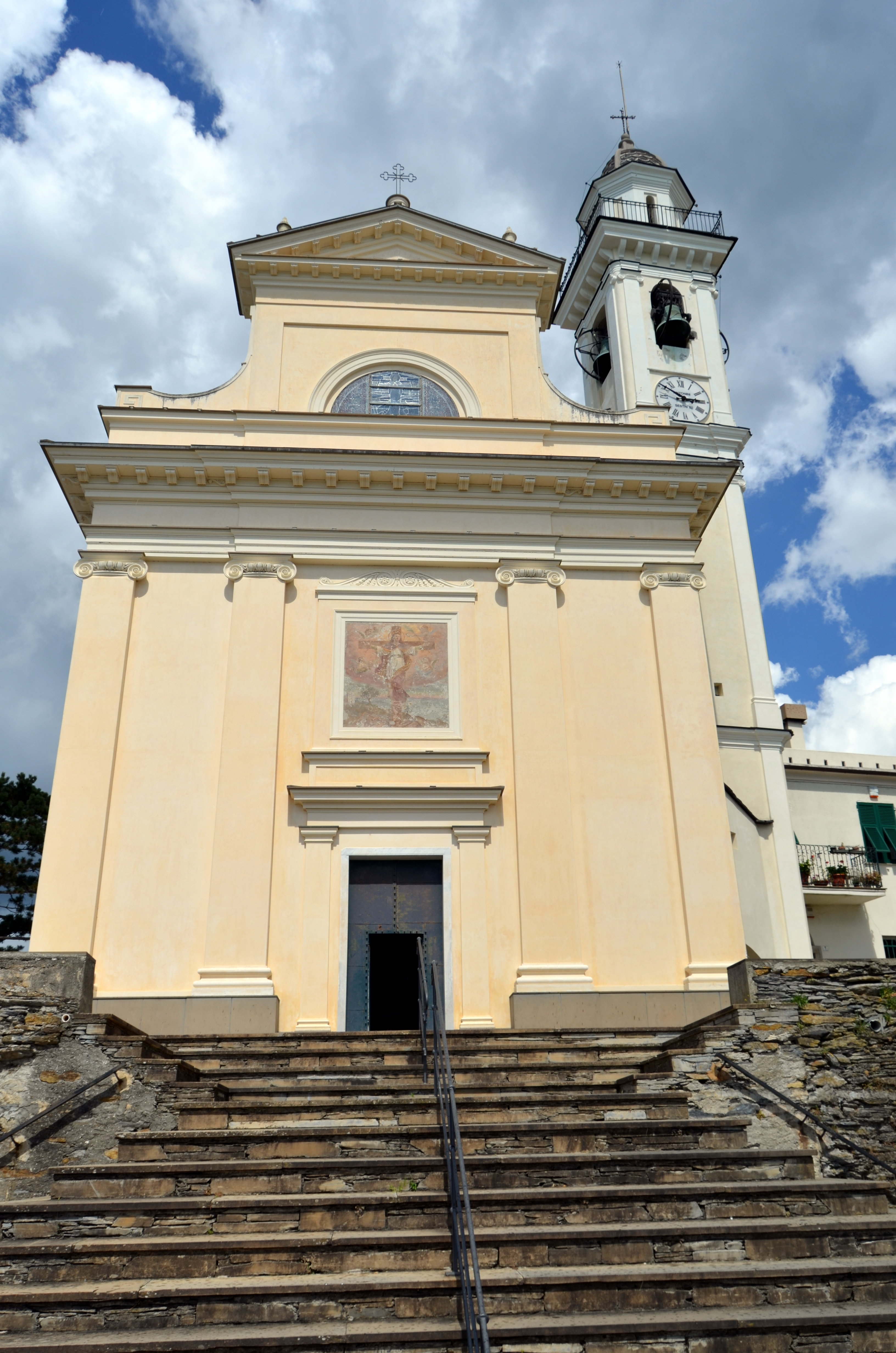
La chiesa parrocchiale di Santa Giulia di Centaura nella frazione omonima

- Chiesa parrocchiale di Santa Maria Madre della Chiesa nel capoluogo. Edificata nel 1974 su progetto dell'architetto Guido Campodonico e dedicata l'8 settembre del 1977[14], fu smembrata dalla parrocchia di Santo Stefano nel 1967 e creata parrocchia autonoma il 22 agosto del 1968. All'interno sono conservati una statua in legno policroma della Madonna, datata alla fine del XVIII secolo e restaurata nel 1980, un crocifisso in legno di noce ed una Via Crucis dello scultore lavagnese Francesco Dallorso.
- Oratorio della Santissima Trinità nel capoluogo. Situato in prossimità del centro storico lavagnese e risalente al XV secolo, l'oratorio[15] fu nei secoli sede della locale confraternita della Santissima Trinità operante nell'assistenza ai poveri, al riscatto degli schiavi e alle funzioni liturgiche dei defunti; ancora oggi sono conservati gli scranni lungo le pareti dove si sedevano i confratelli durante le riunioni. All'interno sono custoditi una decina di cristi processionali, tra cui uno dello scultore Anton Maria Maragliano, diversi dipinti del pittore Luca Cambiaso e un organo del XVIII secolo.
- Cappella di Nostra Signora della Neve, poco oltre il cimitero e lungo la provinciale per Cogorno. Fu edificata nella prima metà del XVII secolo dalla famiglia Costaguta di Chiavari assieme all'attiguo palazzo signorile. Acquistata nel 1750 dai Grimaldi, passò poi per eredità al marchese Camillo Pallavicini Grimaldi che decise di adibire la cappella a sepolcreto della propria famiglia che si estinse con la morte dell'unico figlio Alessandro nel 1898. Gli ultimi eredi del marchese, ormai stabili in Portogallo e non essendo più interessati alla proprietà lavagnese, vendettero gradualmente i terreni e il palazzo; la cappella fu donata alla Parrocchia di Santo Stefano e, in seguito, su decisione della curia vescovile di Chiavari, alle dipendenze della Parrocchia di Nostra Signora del Ponte. Un'importante opera di restauro venne eseguita con maestranze locali, e il supporto economico degli stessi abitanti della zona, tra gli anni 1994 e 1995.

- Chiesa parrocchiale di San Pietro nella frazione di Barassi. In origine dedicata a san Eufemiano, così come attesta una bolla pontificia di papa Innocenzo VIII, la comunità parrocchiale fu assegnata ai padri olivetani di Quarto dei Mille, i quali, nel 1660, costruirono l'odierno edificio parrocchiale.
- Chiesa parrocchiale della Santissima Concezione nella frazione di Cavi di Lavagna. Costruita nel 1757 e decorata da marmi lavorati, fu anticamente succursale della vicina parrocchia di Santa Giulia di Centaura. Fu nel 1797 che venne resa indipendente da quest'ultima dall'arcivescovo di Genova monsignor Giovanni Lercari.
- Chiesa di Gesù Risorto nella frazione di Cavi di Lavagna, nella località di Arenelle.
- Cappella di San Leonardo (già "dei Francesi") nella frazione di Cavi di Lavagna, edificata nel corso del XVIII secolo. Presso il promontorio Campanino, ai confini con Sestri Levante, già esisteva una cappella con annesso ospitale intitolata a san Leonardo dei Francesi; tale edificio fu di proprietà dei Cavalieri di Malta fino al 1665, quando passò alle dipendenze di Leonardo Frugoni che si occopò anche dei terreni annessi. I terreni, concessi in enfiteusi al Frugoni, passarono poi ai Cambiaso e successivamente ai marchesi Negrotto. La primitiva cappella, dopo un suo uso come ricovero per animali, cadde definitivamente in rovina. L'attuale edificio sorse nel corso del XVIII secolo assieme al vicino palazzo della famiglia Cambiaso e poi dei marchesi Negrotto. Un'epigrafe relativa alle indulgenze concesse da papa Innocenzo XI in perpetuo (1689) fu recuperata dall'antica cappella e qui murata. Al suo interno, presso l'altare marmoreo, vi è una pala del pittore Bartolomeo Biscaino raffigurante la Madonna del Carmine col Bambino, sant'Erasmo vescovo e san Leonardo di Limoges.
- Chiesetta di San Eufemiano nella località di Cerreto. Antica parrocchiale della località, succursale della parrocchiale di Barassi, è citata in alcuni documenti storici del XIII secolo e fu eremo dei monaci benedettini olivetani. Caduta successivamente in disuso, fu rimaneggiata nel 1987. La piccola chiesa, posta a 250 metri s.l.m., è raggiungibile a piedi attraverso un apposito sentiero.
- Chiesa parrocchiale di Santa Giulia di Centaura nella frazione omonima. La parrocchiale[14], secondo alcune fonti, conserva le reliquie di santa Giulia portate nel 1724.
- Chiesa di Santa Maria Assunta nella frazione di Sorlana. Fu inizialmente sottoposta ai territori della diocesi di Brugnato e in seguito aggregata alla comunità parrocchiale di Santa Giulia. Nel 1909 acquisì una propria autonomia e fu creata rettoria con decreto vescovile di monsignor Fortunato Vinelli della diocesi di Chiavari datato al 31 agosto[14].
- Chiesa di San Bernardo, situata nell'omonima frazione distante 1 km da Lavagna.
- Cappella di San Nicolò, situata sopra il centro abitato di Cavi Arenelle.
- Cappella di San Benedetto, situata nell'omonima via.

### Architetture civili

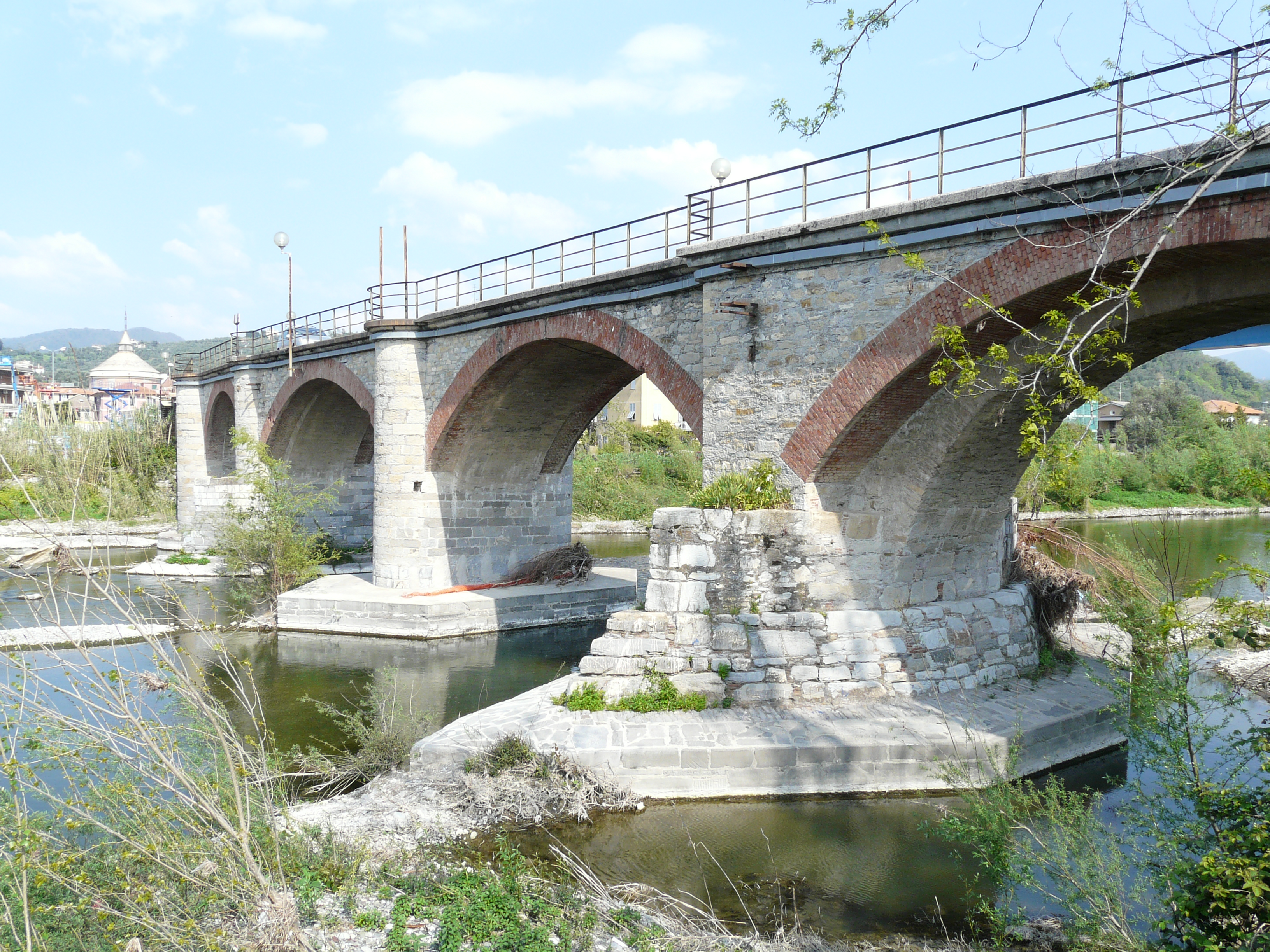
Il ponte della Maddalena, del 1210, sul fiume Entella.

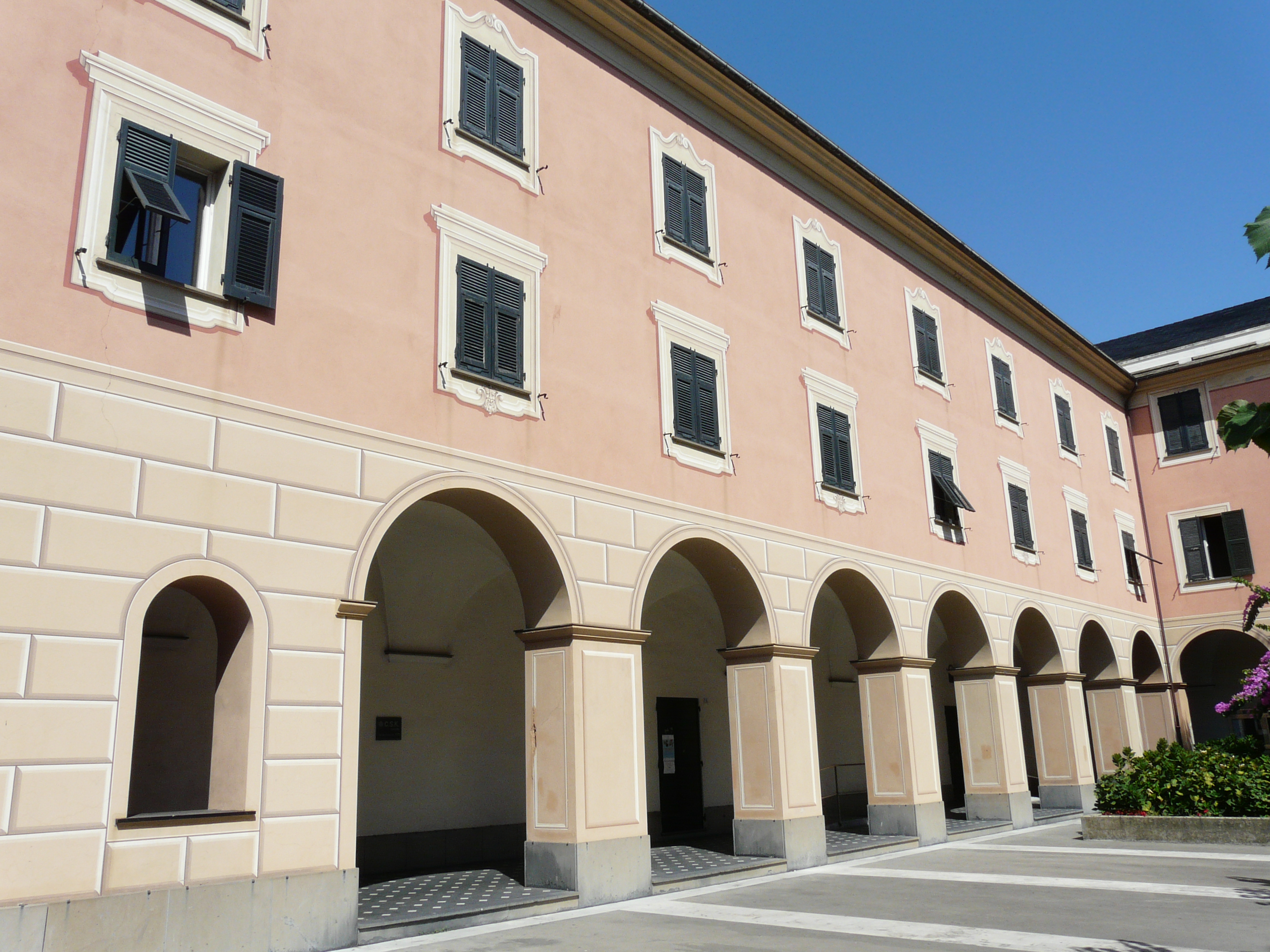
Palazzo Ravenna, sede della biblioteca civica.

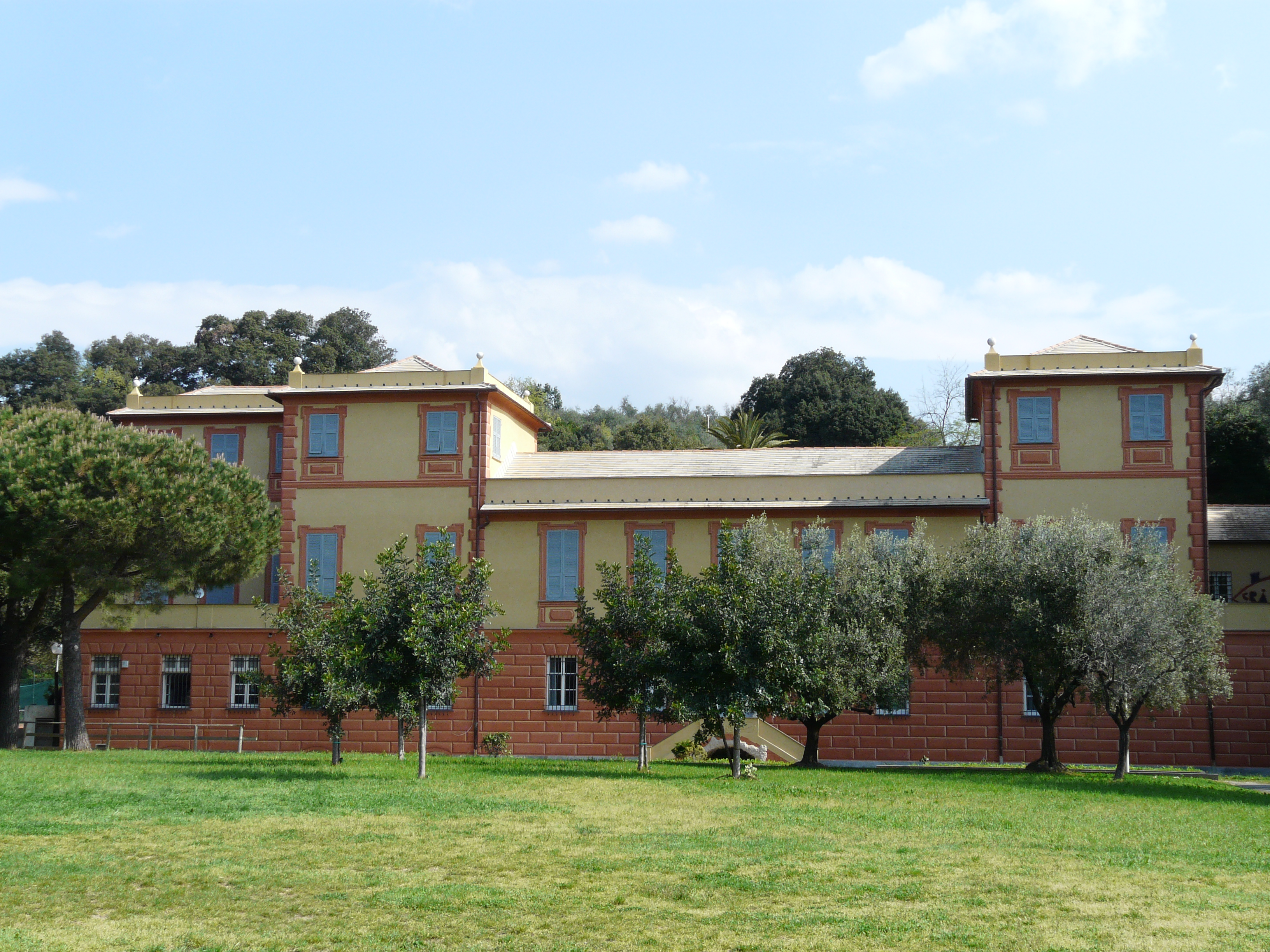
Villa Spinola-Grimaldi

- Palazzo Franzoni. Il palazzo, eretto nel 1696 e oggi sede del municipio[15], è considerato uno dei più importanti e celebri nel panorama lavagnese e subì nei secoli differenti usi. Originariamente appartenente ai marchesi Franzoni, da cui deriverebbe la denominazione, fu dapprima occupato nel periodo francese di Napoleone Bonaparte dalle truppe d'oltralpe (1797) e in seguito convertito ad uso ospedaliero per le violente epidemie di colera. Successivamente abbandonato, fu acquistato da un locale contadino emigrato in Argentina - Lazzaro Repetto - e dal 1907 adibito per la ricezione alberghiera ("Hotel Palace Repetto"). Nel 1931, grazie ad una sottoscrizione della popolazione, fu acquistato dal Comune di Lavagna divenendo così sede attuale della municipalità.
- Palazzo Ravenna. Già convento dei frati carmelitani[15] fu, dopo alcuni lavori di modifica alla struttura, sede originaria del municipio. Dopo il trasferimento di quest'ultimo nel 1931 nell'attuale palazzo Franzoni, è sede odierna della biblioteca civica "Giovanni Serbandini" trasferita nei locali del palazzo dal 1994. All'interno dell'edificio vi si svolgono durante l'anno manifestazioni e mostre culturali.
- Palazzo Opicini, già Borzone, nel centro storico lavagnese. Venne edificato nel XVII secolo.
- Palazzo dei marchesi Negrotto, già Cambiaso, nella frazione di Cavi di Lavagna. L'edificio, di proprietà privata, venne edificato nella seconda metà del XVIII secolo dalla famiglia Cambiaso; contemporanea è l'attigua cappella di San Leonardo. Passò poi alle dipendenze dei marchesi Negrotto. Fu in passato una colonia marina.
- Villa Spinola-Grimaldi. Edificata nel 1604 e di proprietà comunale, fu una delle più celebri dimore estive di famiglie nobili genovesi; secondo alcune fonti storiche qui soggiornò[16], in fuga da Napoli, il principe Francesco II delle Due Sicilie assieme alla moglie Maria Sofia di Baviera. Attualmente è sede del centro di neuroscienze dell'Università degli Studi di Genova.
- Villa delle Suore terziarie minime di San Francesco da Paola, costruito in stile Liberty nella prima metà del Novecento. L'edificio venne comprato nel 1949 dalla Congregazione omonima per convertirlo a casa di riposo delle religiose.
- Ponte della Maddalena. Conosciuto nel medioevo come "ponte de mari" e facente parte della storica via Aurelia, fu in origine costruito in legno per congiungere le due sponde del fiume Entella tra le cittadelle di Lavagna e Chiavari. Completamente rifatto in pietra con tredici arcate nel 1210, da Ugo Fieschi, la famiglia fliscana ne mantenne il diritto di pedaggio fino alla metà del Quattrocento quando lo cedettero alla confraternita dei disciplinanti di San Francesco di Chiavari. Nel 2010, in occasione degli 800 anni di storia del ponte, lavori di recupero alla struttura (rifacimento e nuova illuminazione a led) ne hanno permesso la totale rivisitazione dell'antico attraversamento.
- Porticato Bignardello, nella zona sottostante la basilica di Santo Stefano, realizzato nel 1897 dal concittadino Nicola Bignardello per congiungere, senza passare dall'ampia scalinata della chiesa, la piazza al monumentale cimitero cittadino.
- Cimitero urbano monumentale di Lavagna, ubicato alle spalle della basilica di Santo Stefano. Per le sue statue, sculture, busti e tombe monumentali è considerato il secondo per importanza strutturale-artistica dopo il cimitero monumentale genovese di Staglieno.
- Porta di Ponente o di Rezza, nei pressi del santuario di Nostra Signora del Carmine, l'unica superstite e antica porta d'accesso fra la cittadella medievale lavagnese e la località Madonna del Ponte.
- I lavatoi pubblici (in genovese, "treuggi", "trogoli"), ove le lavandaie si recavano con grosse conche in testa per lavare i panni. Esse accompagnavano la loro fatica con canti, "caeti" (pettegolezzi) e litigi.

### Architetture militari
- Torre del Borgo. Secondo alcune fonti[15] la sua edificazione, forse ad opera della famiglia nobiliare dei Fieschi, risale al XVI secolo come torre di avvistamento o di difesa. Dopo vari secoli in servizio per il borgo, dove fu persino adibita ad abitazione con cappella gentilizia, è ora sede della "Galleria artistica dell'ardesia" e della "Collezione Alloiso". Qui si possono ammirare, oltre a oggetti in ardesia, ricche opere in ceramica e reperti archeologici provenienti da ogni parte del Tigullio. Nel sottostante giardino alla genovese vengono inoltre organizzate mostre culturali e concerti musicali.
- Castelletto Ghio, già castello di Ripamare, lungo la strada statale 1 Via Aurelia. Fu edificato nella seconda metà del XVI secolo quale luogo di residenza e di avvistamento.

## Società

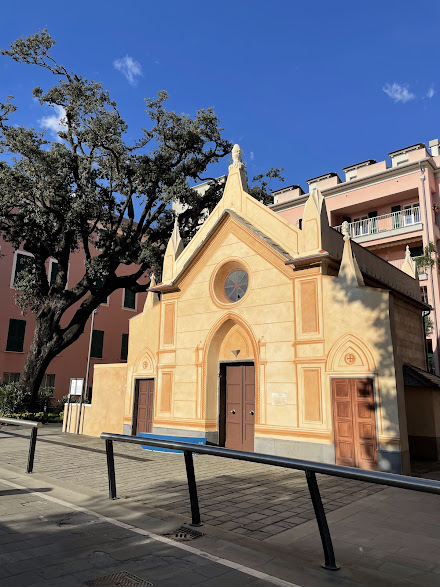
La cappella di San Leonardo, già "dei Francesi" nella frazione di Cavi di Lavagna.

### Evoluzione demografica
Abitanti censiti

### Etnie e minoranze straniere

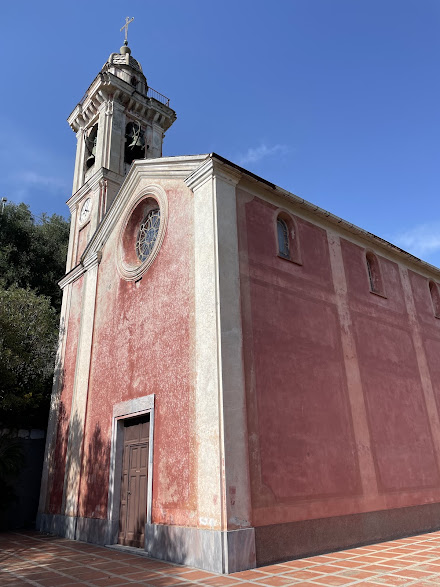
La chiesa parrocchiale di San Pietro a Barassi

Secondo i dati Istat al 31 dicembre 2022, i cittadini stranieri residenti a Lavagna sono 901, così suddivisi per nazionalità, elencando per le presenze più significative:
1. Albania, 250
2. Romania, 107
3. Ecuador, 89
4. Cina, 68
5. Marocco, 54
6. Ucraina, 52
7. Perù, 38
8. Moldavia, 31
9. Bangladesh, 25

### Tradizioni e folclore

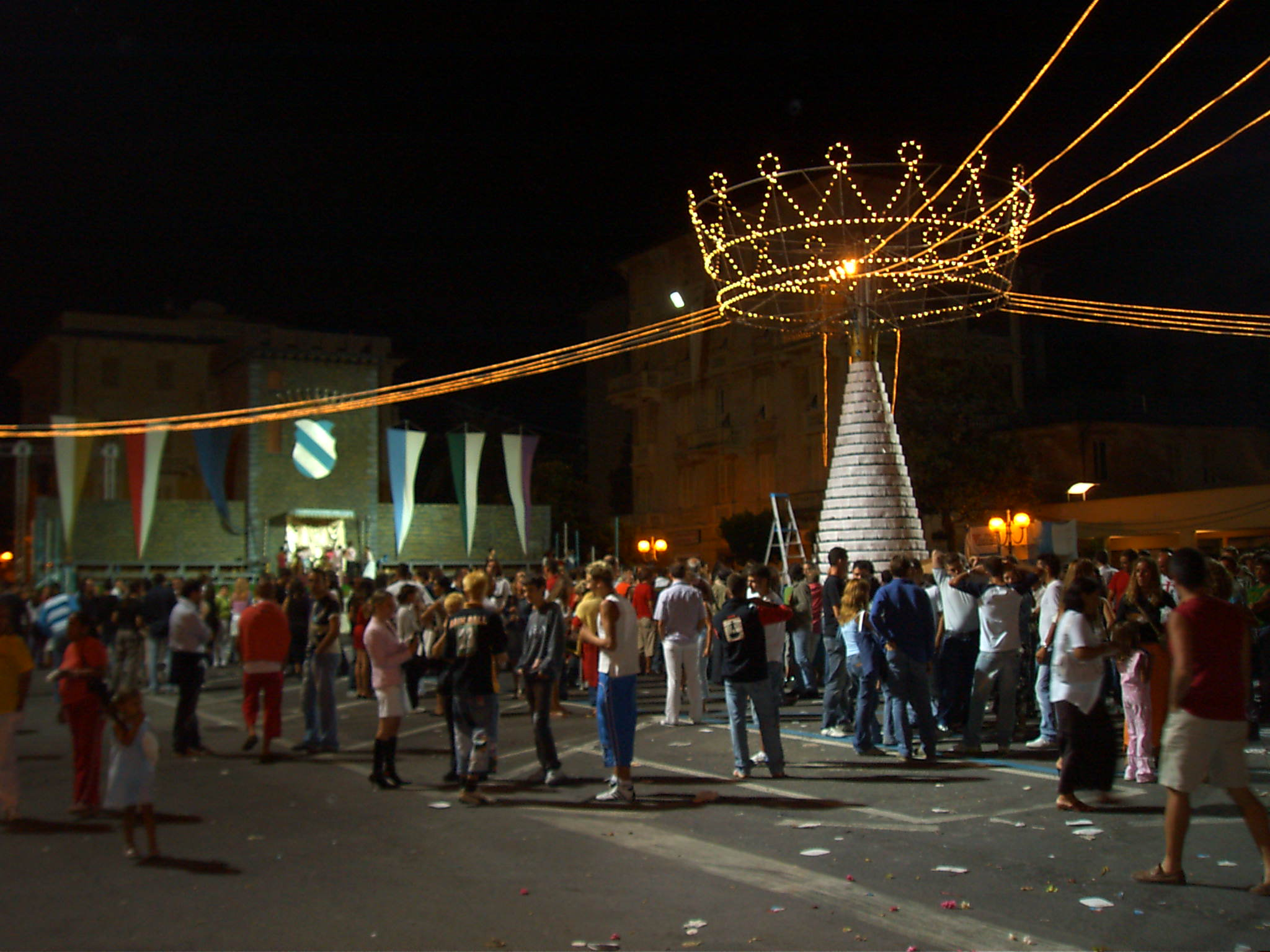
La torta dei Fieschi (edizione del 2005).

- Palio Marinaro del Tigullio. Santa Margherita Ligure, San Michele di Pagana, Rapallo, Zoagli, Chiavari, Lavagna e Sestri Levante si sfidano ogni anno, tra maggio ed agosto, in una serie di gare di canottaggio su gozzi tradizionali liguri nelle acque del golfo del Tigullio.
- Torta dei Fieschi (13-14 agosto), che viene celebrata con una rievocazione storica narrante le nozze del conte Opizzo Fieschi con la dama Bianca De' Bianchi. Il 13 agosto sera si celebra per le vie del borgo l'Addio do Fantin ("addio al celibato" in dialetto genovese), ossia il proclama delle nozze imminenti, letto da un araldo che impugna una pergamena in linguaggio duecentesco. Il 14 agosto sera viene rievocato il matrimonio: un corteo con banda, sbandieratori, carrozze e cavalli si protrae per tutto il centro storico; in fondo al corteo, un uomo e una donna del borgo sfilano interpretando il conte e la contessa. Alla conclusione del corteo si intraprende un gioco in piazza Vittorio Veneto, dove gli uomini e le donne acquistano dei tagliandini sui quali v'è scritto un sostantivo medioevale. Il biglietto per gli uomini è azzurro; per le donne è rosa. Lo scopo del gioco è trovare il corrispondente omonimo del sesso opposto. Dopo aver individuato la controparte, la coppia si presenta davanti a una torta gigante appositamente fatta da tutte le pasticcerie lavagnesi, e qui si ritira il premio consistente in una fetta della caratteristica "Torta dei Fieschi", prodotta esclusivamente a Lavagna. Nel 2022 si aggiunge per la prima volta la rievocazione del "Gruppo storico dei Maestri ardesiaci" che nel XIII costruirono il duomo locale.[20] La Torta dei Fieschi è un gioco che sussiste dal 1949 e che ha saltato soltanto tre edizioni: il 2018, per la tragica caduta del ponte Morandi, e il 2020 e 2021, per la pandemia di coronavirus.

### Istituzioni, enti e associazioni
L'ospedale di Lavagna rappresenta il presidio più importante dell'ASL 4 "Chiavarese" e della città metropolitana dopo i poli ospedalieri di Genova. Contiene le specialità e reparti di: anestesiologia e rianimazione, aritmologia, cardiologia, centro trasfusionale, chirurgia, emodinamica, gastroenterologia ed endoscopia digestiva d'urgenza, laboratorio analisi, medicina d'urgenza, neurologia, ostetricia e ginecologia, pediatria e neonatologia, psichiatria, radiologia, riabilitazione infantile, traumatologia.
Il polo di Lavagna è altresì sede di DEA di I livello (pronto soccorso) e della centrale operativa locale del servizio 118 ("118-Tigullio Soccorso"). L'ospedale è comprensivo di 195 posti letto, più altri 10 per il day hospital.
Un servizio di trasporto pubblico locale gestito fino al 1 Gennaio 2021 da ATP Esercizio, ma a seguito di determinazioni della Città Metropolitana di Genova, il servizio di trasporto pubblico di linea dell'intera area metropolitana è affidato ad AMT Genova garantisce quotidiani collegamenti bus con la struttura ospedaliera, oltreché da Lavagna (scambio autobus presso la semi centrale piazza Cordeviola), anche dai vicini centri di Chiavari, Sestri Levante, dalle località dell'entroterra chiavarese e bassa val Fontanabuona e dal Tigullio occidentale con corse da Santa Margherita Ligure e Rapallo. A sostegno di tale collegamento è stata istituita una apposita linea extraurbana (linea 98) che, di fatto, collega oltre ai centri della costa pure gli altri presidi ospedalieri di Rapallo ("Nostra Signora di Montallegro") e di Sestri Levante.

## Cultura

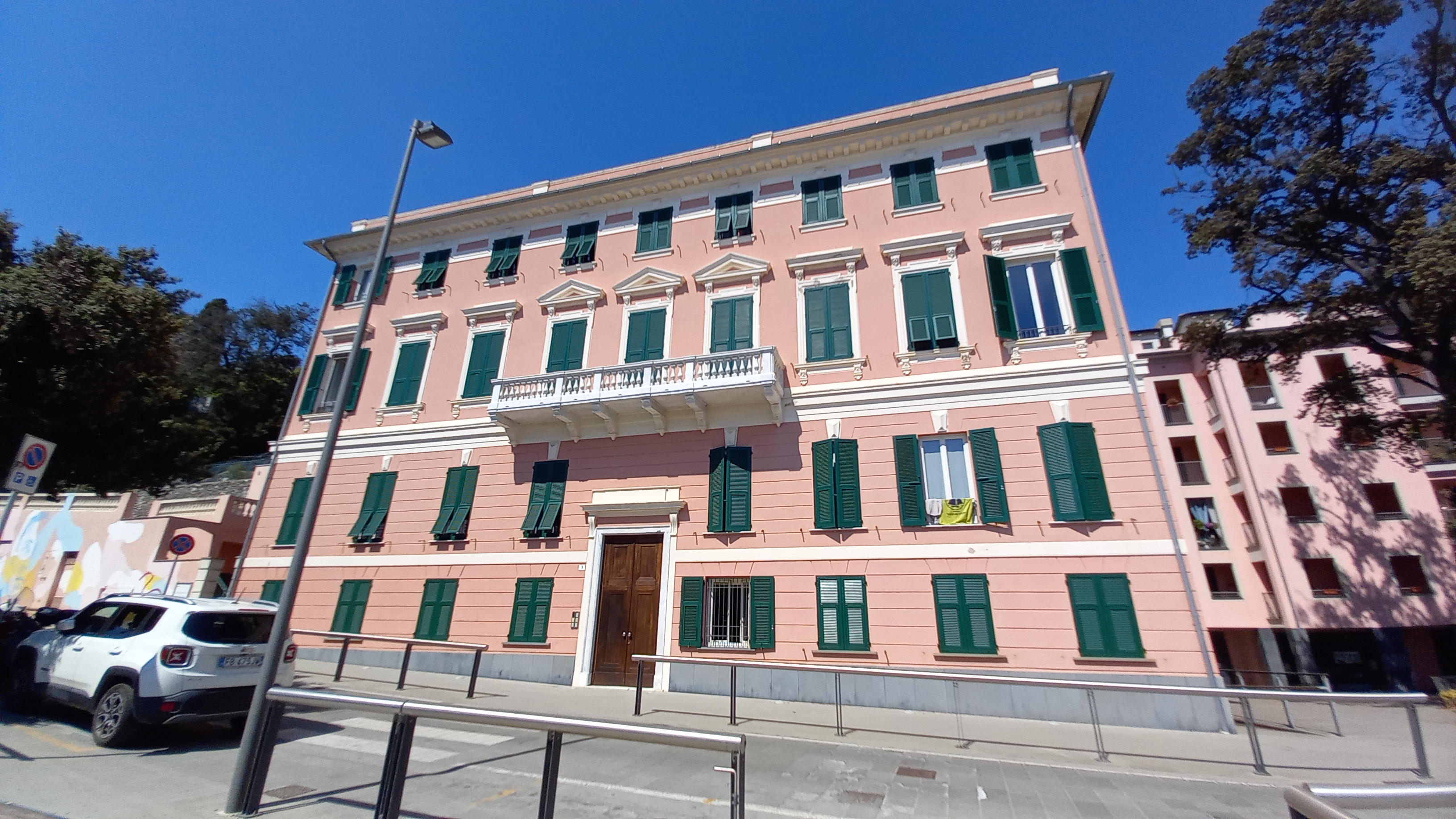
Palazzo dei marchesi Negrotto, già colonia marina, nella frazione di Cavi di Lavagna.

### Media
A partire dal 1986 iniziano le proprie trasmissioni l'emittente locale Entella TV (la cui sede è attualmente ubicata a Lavagna), che trasmette programmi auto-prodotti ed ai cui programmi si alternano, fino a tutti gli anni novanta, i notiziari e i programmi auto-prodotti del Centro Televisivo Regionale (con sede a Chiavari); nei suoi primi anni di vita, tale emittente trasmette anche il telegiornale di VideoTaro.

### Stampa
A Lavagna ha sede, da fine 2013, la redazione de Il Nuovo Levante, settimanale del levante ligure ed entroterra che fa parte del gruppo Dmedia e che in passato era ubicato a Chiavari.

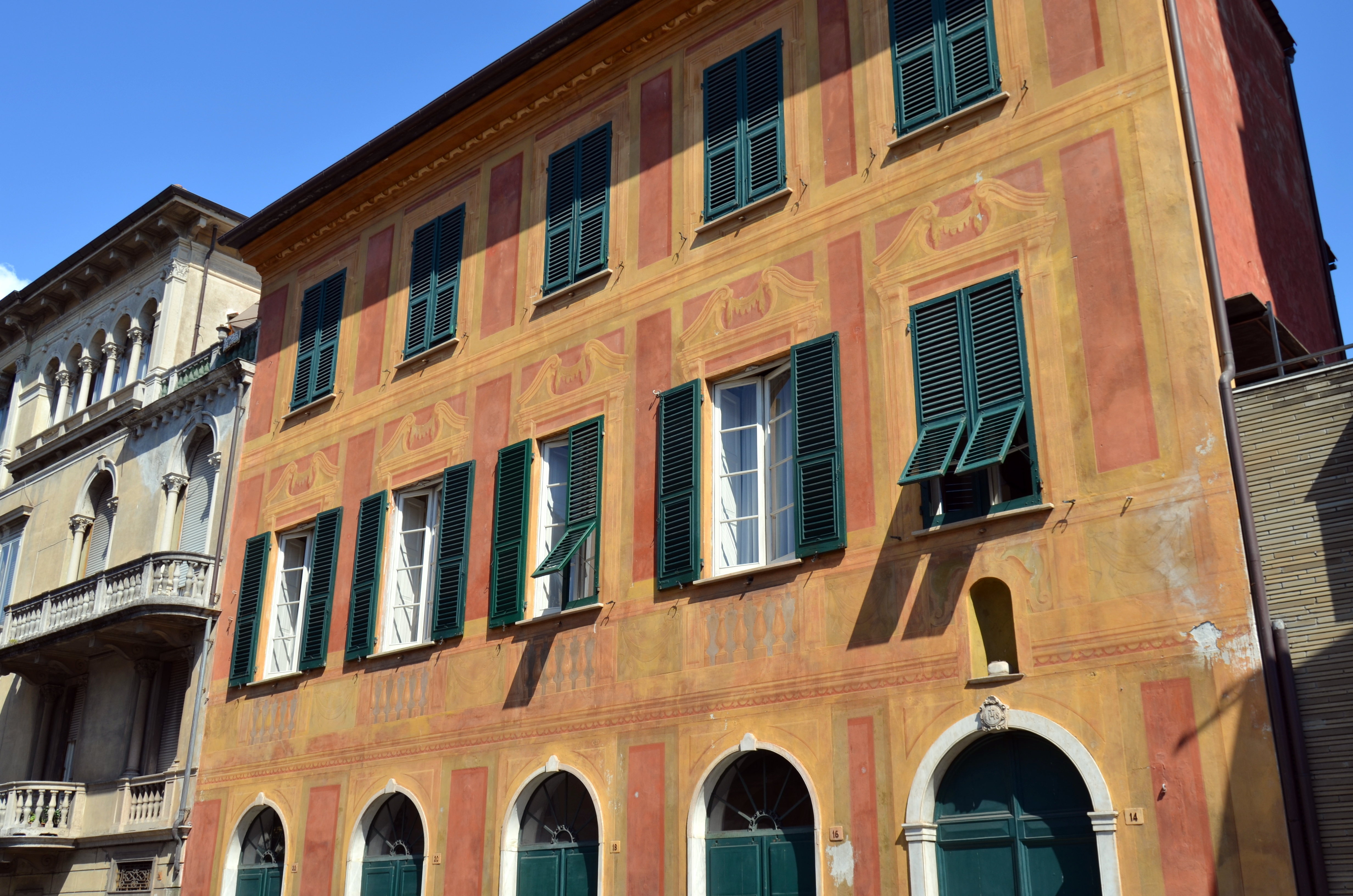
Casa Carbone

### Istruzione

#### Musei
- Casa Carbone. La casa-museo è situata presso il centro storico lavagnese, in via Riboli 14, in un palazzo borghese a tre piani decorato in stile genovese. Risalente alla metà del XIX secolo e di proprietà di Emanuele e Siria Carbone, è arredata con mobili, dipinti e oggetti del XVII-XX secolo. La proprietà è gestita dal Fondo Ambiente Italiano[23].
- Collezione "Rodolfo Alloiso". La raccolta, gestita dal Comune dopo la donazione dell'insegnante Rodolfo Alloiso, comprende nel totale 88 reperti archeologici provenienti soprattutto dal Tigullio nonché un'ulteriore raccolta di ceramiche e maioliche risalenti al Rinascimento italiano; queste ultime furono rinvenute nella Torre del Borgo durante i necessari lavori di restauro e dove tuttora sono conservate assieme all'intera collezione civica in una mostra permanente.

### Musica
Saranno degli ex combattenti della Prima guerra d'indipendenza italiana, nel corso del 1853, a fondare nella cittadina il Corpo Bandistico "Città di Lavagna". Nel 2001, tra le varie esibizioni, mise in scena l'opera di Giuseppe Verdi Rigoletto e nel 2003 si classificò al primo posto al concorso nazionale di Scandicci, nel fiorentino.

### Cucina
Tipica di Lavagna è l'oliva lavagnina, cultivar molto diffusa nel Tigullio che permette la produzione di un ottimo olio.

## Geografia antropica

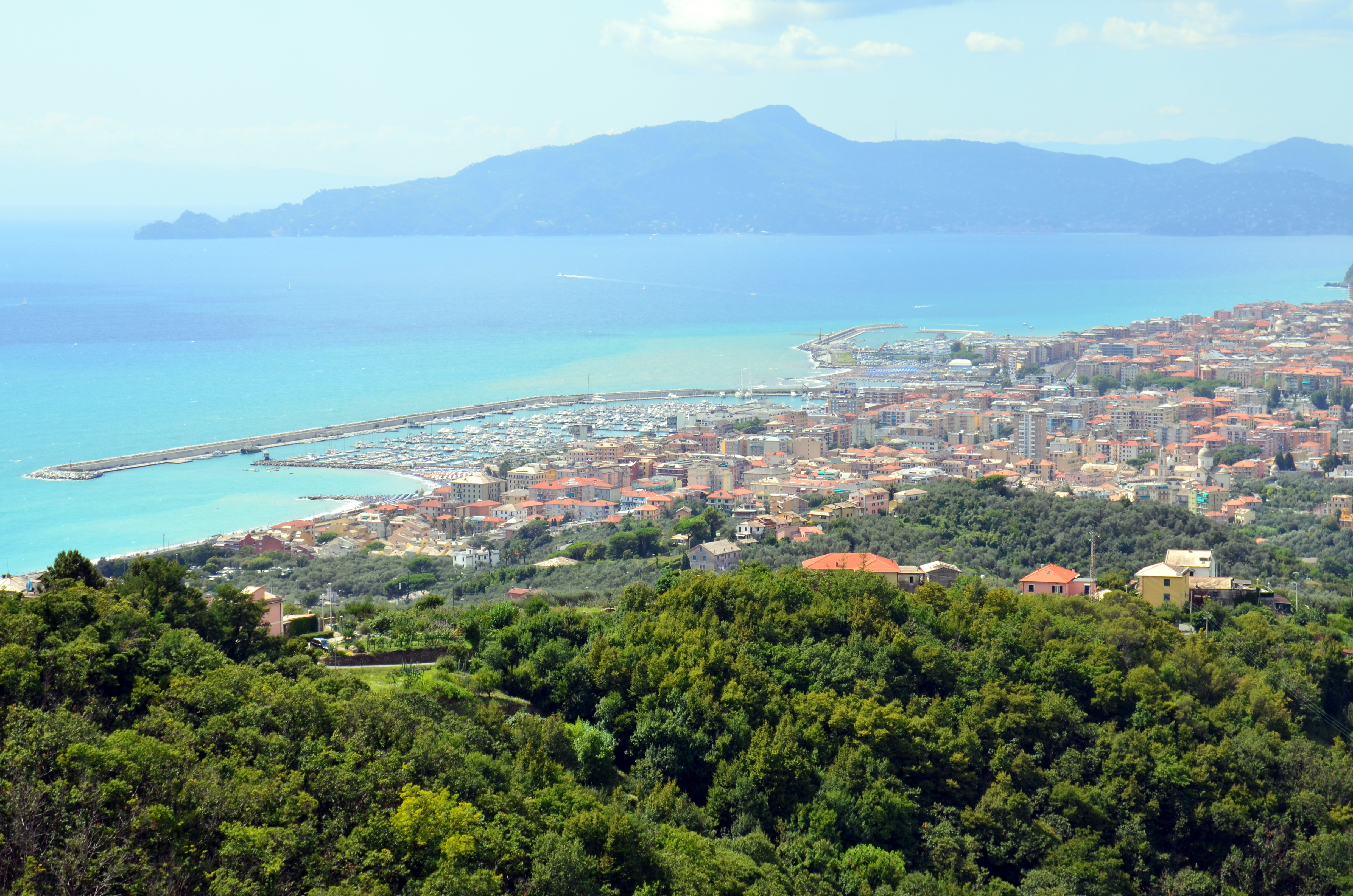
Panorama di Lavagna, sullo sfondo il promontorio di Portofino

Il territorio comunale è costituito, oltre al capoluogo, dalle quattro frazioni di Barassi, Cavi di Lavagna, Santa Giulia di Centaura e Sorlana  per un totale di 13,88 km².
Confina a nord con i comuni di Cogorno e Ne, a sud è bagnato dal mar Ligure, ad ovest con Chiavari e ad est con Ne e Sestri Levante, da cui è divisa dalle gallerie di Sant'Anna.

### Suddivisione storica
Lavagna è divisa in diversi quartieri, che prendono il nome dagli antichi "sestieri" in cui era divisa la cittadina ai tempi della famiglia Fieschi.
Essi sono: il sestiere del Borgo, corrispondente al centro storico; il sestiere della Scafa, posto nella zona portuale e confinante con Chiavari; il sestiere della Moggia, nella parte più interna della città; il sestiere di Ripamare nella zona est; il sestiere di Cavi, che comprende la frazione omonima di Cavi di Lavagna e le frazioni collinari di Santa Giulia, Sorlana e Barassi.
L'unico antico sestiere che non rientra nel territorio comunale è il sestiere di San Salvatore, che rimane nel comune di Cogorno.

## Economia
L'economia del comune si basa sul turismo, specie nel settore balneare; la frazione marinara di Cavi di Lavagna registra molti bagnanti, anche provenienti dai comuni vicini, grazie ai numerosi stabilimenti balneari. Anche il porto è di notevole importanza turistica, essendo uno dei più importanti della zona.
La località ha ottenuto dalla FEE-Italia (Foundation for Environmental Education) il conferimento della bandiera blu per la qualità delle sue spiagge.

### Artigianato
L'artigianato locale è incentrato sull'arte tessile finalizzata alla realizzazione di merletti e di macramè.

## Infrastrutture e trasporti

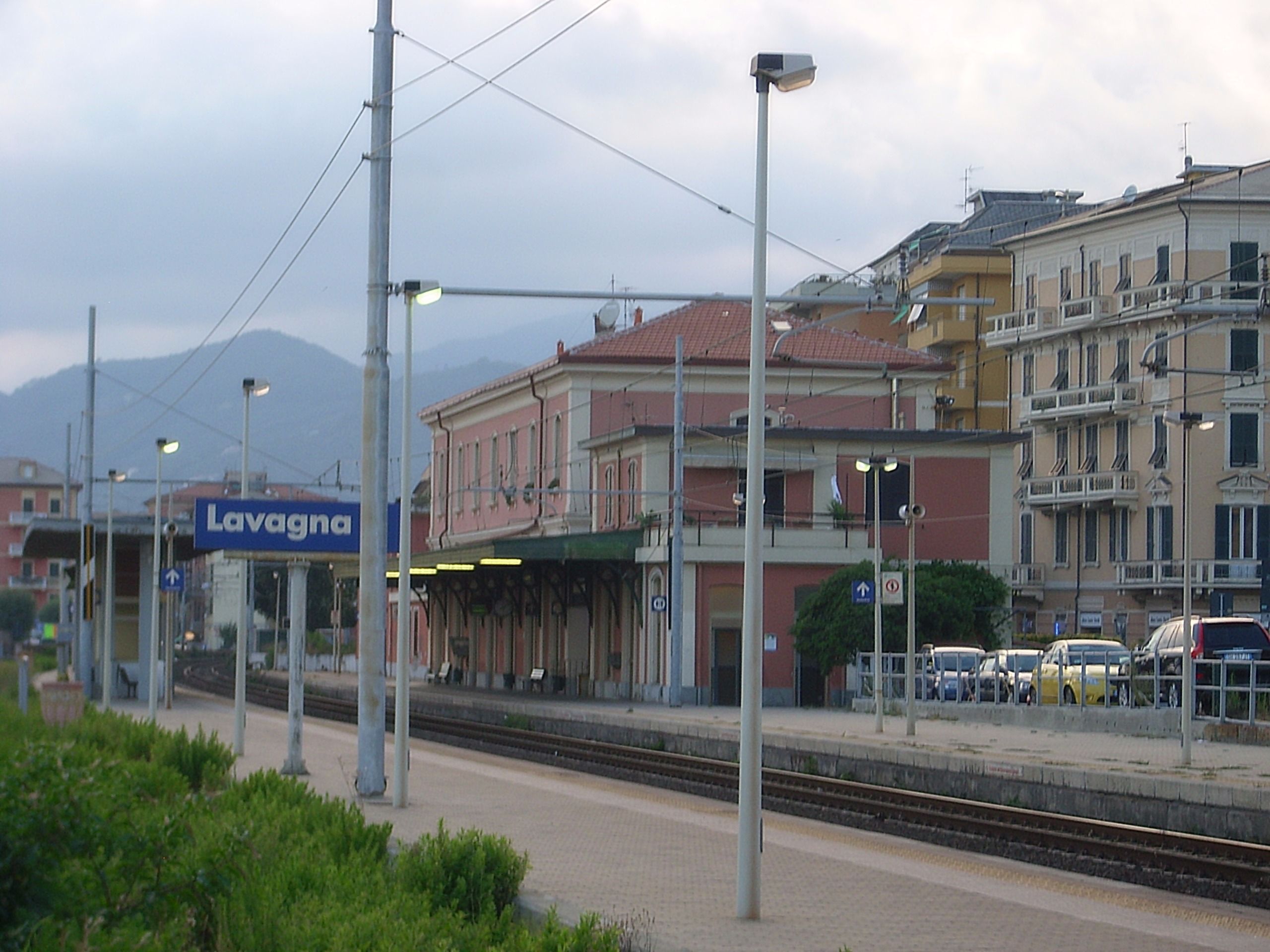
La stazione di Lavagna

### Strade
Il centro di Lavagna è attraversato principalmente dalla strada statale 1 Via Aurelia che gli permette il collegamento stradale con Chiavari, ad ovest, e Sestri Levante ad est. La strada provinciale 33 di San Salvatore di Cogorno collega invece il centro costiero con il suo immediato entroterra nella zona di Cogorno.
Inoltre è raggiungibile anche grazie al proprio casello autostradale sull'autostrada A12.

### Ferrovie
La stazione di Lavagna è la fermata ferroviaria principale sulla linea Genova-Pisa. A servizio della frazione di Cavi di Lavagna e della parte più orientale del territorio comunale vi è la stazione di Cavi.

### Mobilità urbana
Dai comuni di Chiavari, Santa Margherita Ligure e Sestri Levante un servizio di trasporto pubblico locale gestito dall'AMT garantisce quotidiani collegamenti bus con Lavagna e per le altre località del territorio comunale.

## Amministrazione

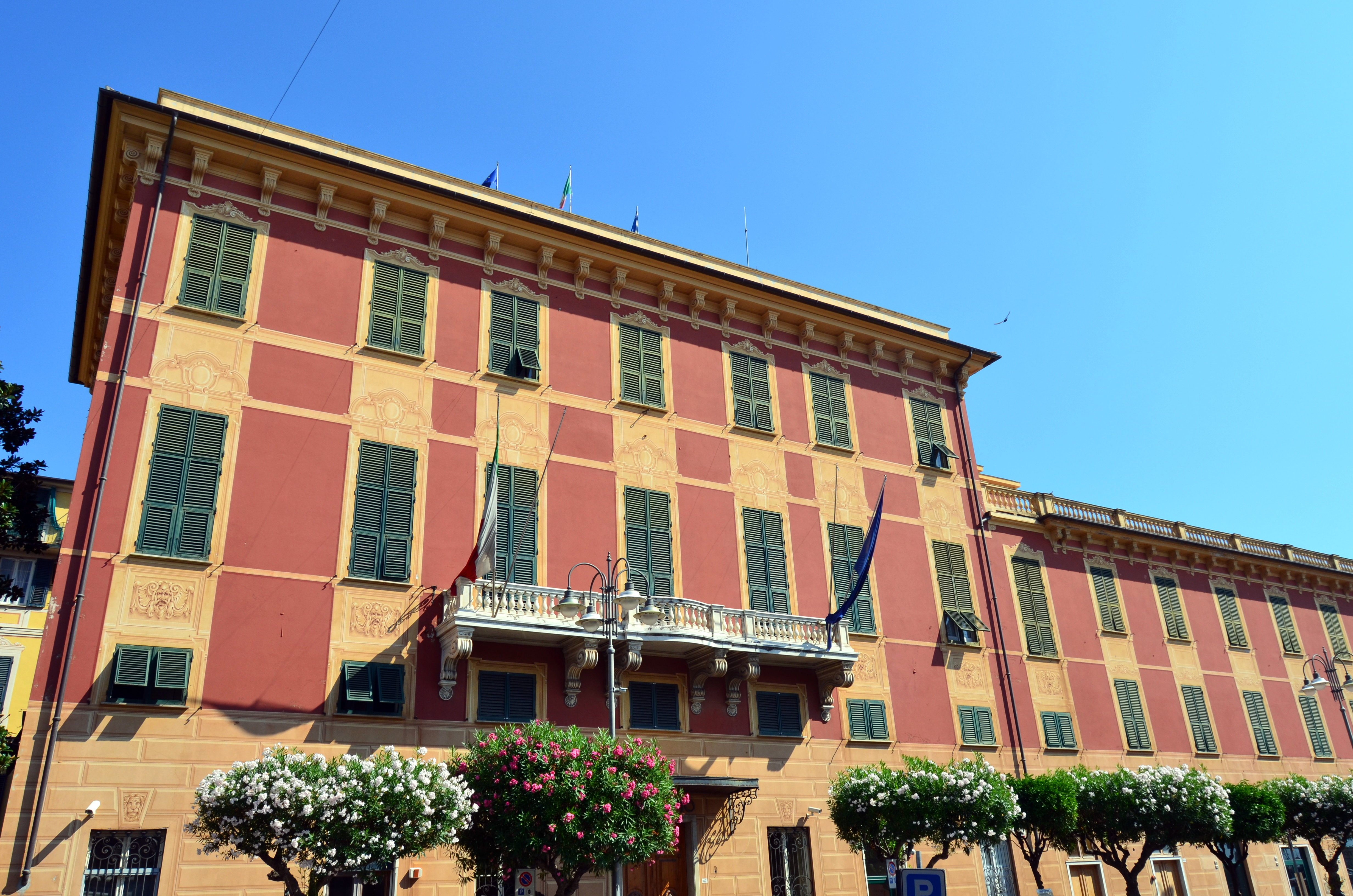
Palazzo Franzoni, sede del municipio.

| Periodo          | Periodo          | Primo cittadino                                       | Partito                                               | Carica                    | Note                 |
| ---------------- | ---------------- | ----------------------------------------------------- | ----------------------------------------------------- | ------------------------- | -------------------- |
| 1965             | 1970             | Domenico Noceti                                       | DC                                                    | Sindaco                   |                      |
| 1970             | 1975             | Domenico Noceti                                       | DC                                                    | Sindaco                   |                      |
| 1975             | 1980             | Gianluigi Barbero                                     | Costruire Insieme (lista civica di centro-sinistra)   | Sindaco                   |                      |
| 1980             | 1985             | Gabriella Mondello                                    | DC                                                    | Sindaco                   |                      |
| 13 novembre 1986 | 8 agosto 1990    | Gabriella Mondello                                    | DC                                                    | Sindaco                   |                      |
| 8 agosto 1990    | 24 aprile 1995   | Gabriella Mondello                                    | DC                                                    | Sindaco                   |                      |
| 24 aprile 1995   | 14 giugno 1999   | Gabriella Mondello                                    | La città di tutti (lista civica di centro)            | Sindaco                   |                      |
| 14 giugno 1999   | 14 giugno 2004   | Gabriella Mondello                                    | La città di tutti (lista civica di centro-destra)     | Sindaco                   |                      |
| 15 giugno 2004   | 8 giugno 2009    | Giuliano Vaccarezza                                   | Uniti per Lavagna (lista civica di centro-sinistra)   | Sindaco                   |                      |
| 9 giugno 2009    | 27 maggio 2014   | Giuliano Vaccarezza                                   | Uniti per Lavagna (lista civica di centro-sinistra)   | Sindaco                   |                      |
| 27 maggio 2014   | 20 giugno 2016   | Giuseppe Sanguineti                                   | Movimento per Lavagna (lista civica di centro-destra) | Sindaco                   | [ 26 ] [ 27 ]        |
| 21 giugno 2016   | 24 giugno 2016   | Luigi Barbieri                                        | Movimento per Lavagna (lista civica di centro-destra) | Vicesindaco               | [ 28 ] [ 29 ] [ 30 ] |
| 20 luglio 2016   | 27 marzo 2017    | Paolo D'Attilio                                       |                                                       | Comm. straord.            | [ 31 ]               |
| 27 marzo 2017    | 4 aprile 2018    | Paolo D'Attilio Gianfranco Parente Raffaele Sarnataro |                                                       | Commissione straordinaria | [ 32 ]               |
| 4 aprile 2018    | 5 settembre 2018 | Paolo D'Attilio Gianfranco Parente Marco Serra        |                                                       | Commissione straordinaria | [ 33 ]               |
| 5 settembre 2018 | 27 maggio 2019   | Marco Serra Fabrizia Triolo Gianfranco Parente        |                                                       | Commissione straordinaria |                      |
| 27 maggio 2019   | 10 giugno 2024   | Gian Alberto Mangiante                                | Per Lavagna (lista civica di centro-destra)           | Sindaco                   |                      |
| 10 giugno 2024   | in carica        | Gian Alberto Mangiante                                | Per Lavagna (lista civica di centro-destra)           | Sindaco                   |                      |

## Sport

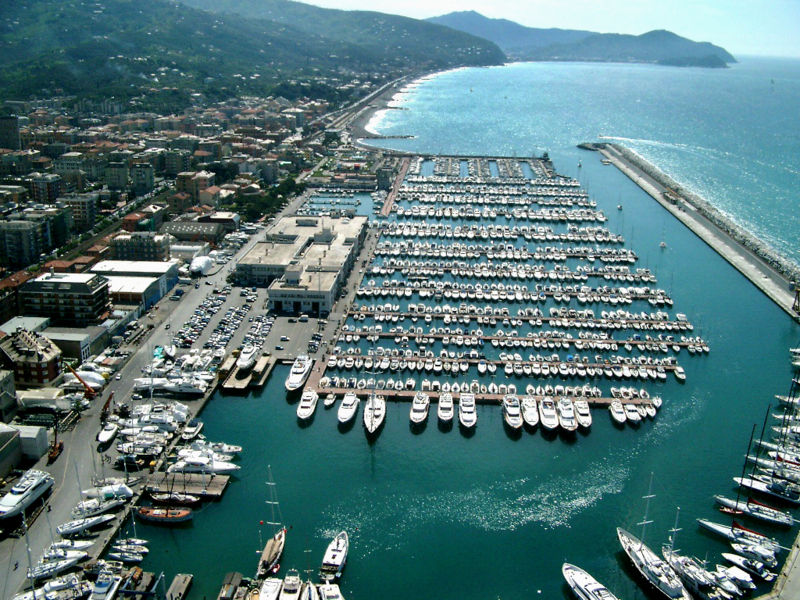
Il porto di Lavagna

### Calcio
- U.S.D. Lavagnese 1919, militante nel campionato di Serie D.
- A.S.D. F. C. Lavagna 2.0, militante nel campionato di Prima Categoria.
- Polisportiva Arenelle, militante nel campionato di Terza Categoria.

### Canottaggio
- A.S.D. Compagnia Remiera Lavagnese, nata nel 2000, attiva nel canottaggio a sedile fisso, rappresenta la città di Lavagna nel Palio marinaro del Tigullio (sfida su gozzi in legno, da 22 palmi a quattro vogatori più timoniere, tra le cittadine del golfo del Tigullio, nato nel 1936).

### Ciclismo
Per una volta Lavagna è stata sede di arrivo di tappa del Giro d'Italia: la 17ª tappa del 1994 Santa Maria della Versa-Lavagna, vinta da Ján Svorada.

### Vela
- Circolo Nautico Lavagna, scuola di vela, organizzatrice del Campionato Invernale del Tigullio, della Coppa 40 Ruggenti, della Coppa Sangermani, della Coppa Sciutti e della Pre Winter Sail Contest.

### Pallanuoto
- Rari Nantes Lavagna, militante nel campionato nazionale in serie A2 da diverse stagioni.